# 5073 Junttura
5073 Junttura eller 1943 EN är en asteroid upptäckt den 3 mars 1943 av den finske astronomen Yrjö Väisälä vid Storheikkilä observatorium. Asteroiden har fått sitt namn efter den finska mentaliteten att oavsett kostnad, envist få saker gjorda.
Den tillhör asteroidgruppen Flora.